# Volkstedt (Eisleben)

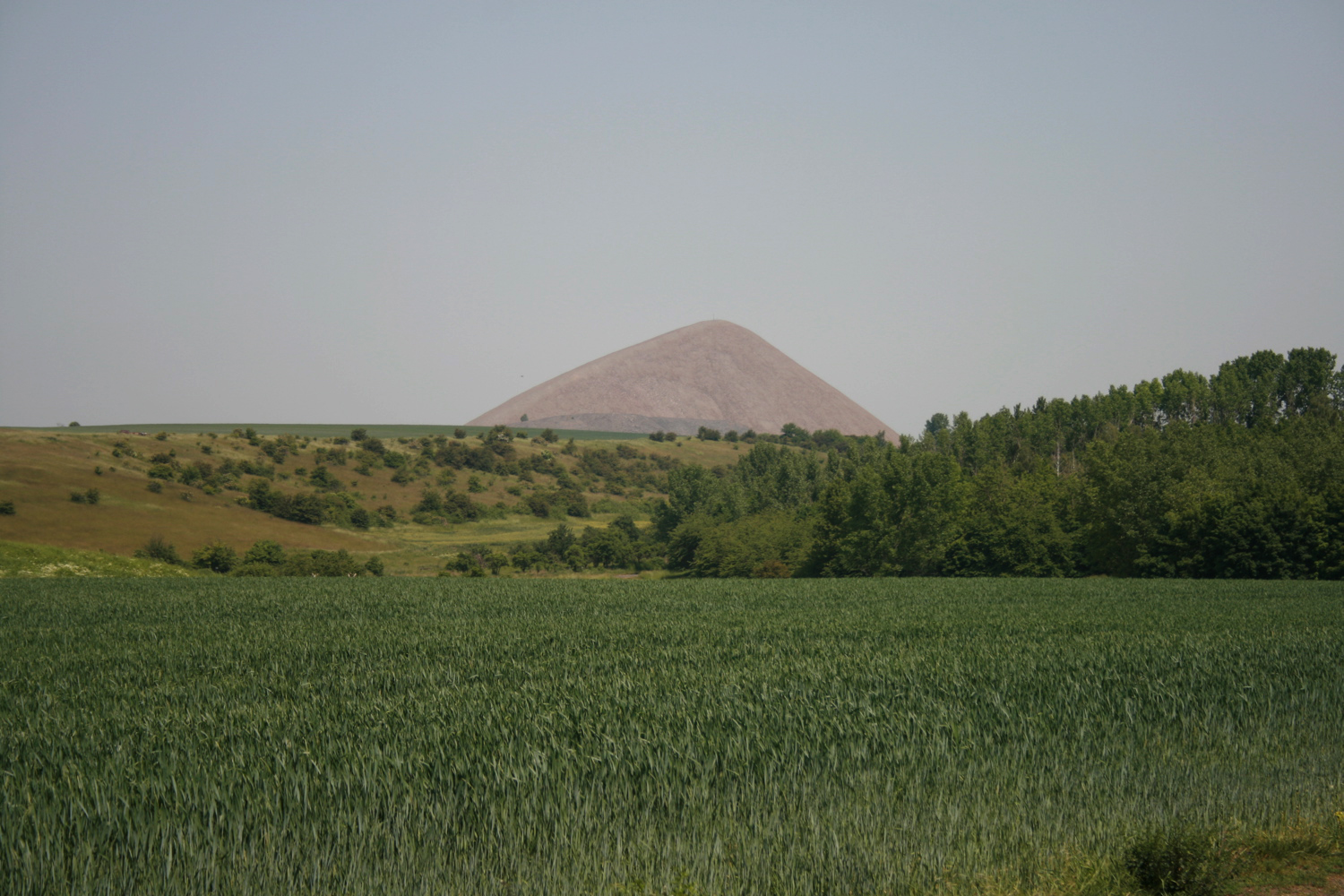
Halde Fortschrittschacht

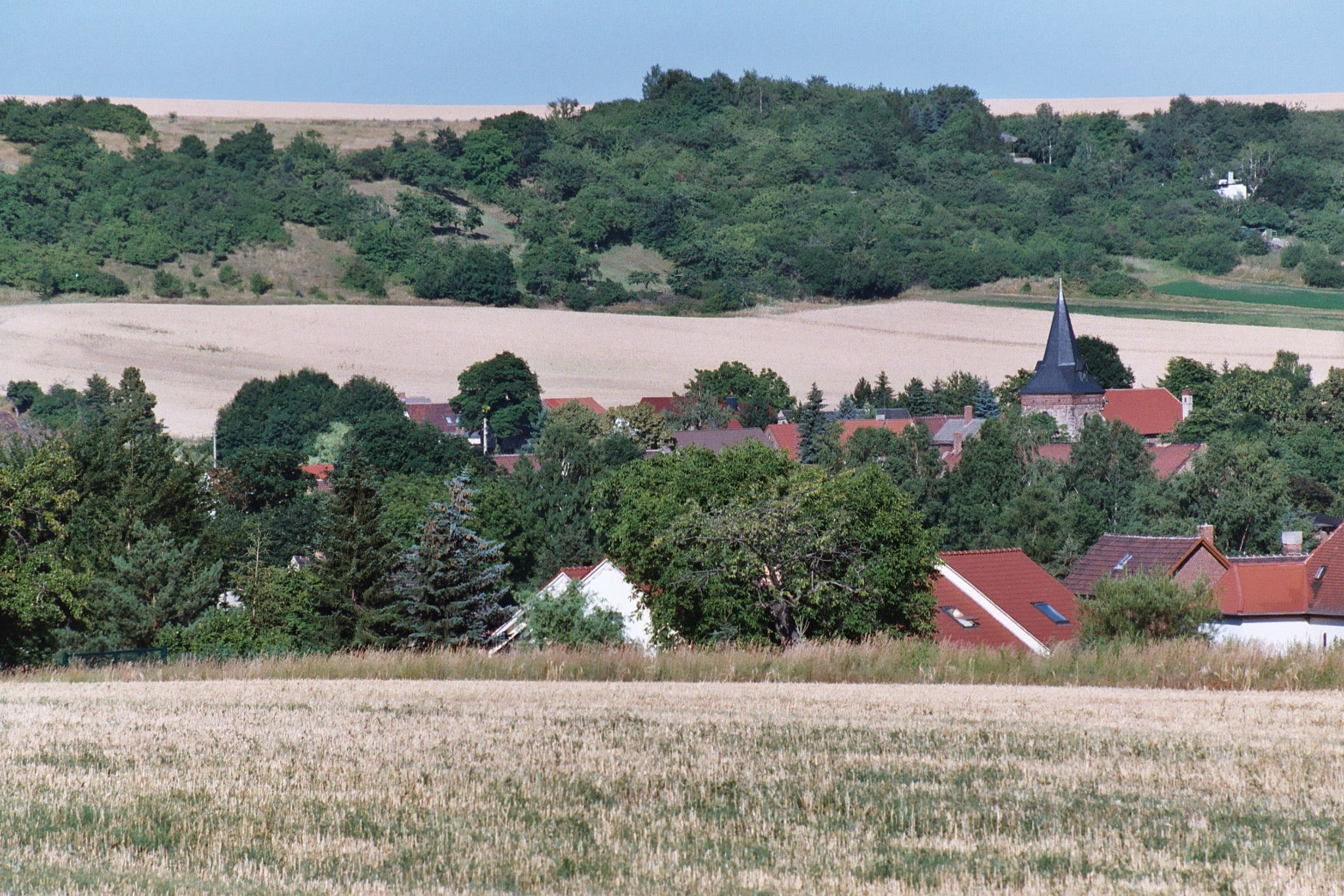
Ortsansicht

Volkstedt ist ein Ortsteil der Lutherstadt Eisleben im Landkreis Mansfeld-Südharz in Sachsen-Anhalt. Er erstreckt sich vier bis sieben Kilometer nördlich der Kernstadt.

## Geografie
Volkstedt liegt in der Mulde des Mansfelder Schieferflözes in einer Höhe von 159 m über dem Meeresspiegel. Der Ort ist ein lang gestrecktes Angerdorf. Ohne Ortsrandeingrünung und Waldsäume gibt es wenig Schutz gegen Winderosion. Die Umgebung ist gekennzeichnet durch weithin sichtbare Schüttkegel aus Bergbauabraum, von denen die Halde Fortschrittschacht mit einer Höhe von 149 m die größte ist. Die Justizvollzugsanstalt ist der Hauptarbeitgeber des Ortes. Nördlich des Dorfes liegt die Wüstung Altenrode. Durch Volkstedt fließt der Hegegrundbach.

## Geschichte
Die Endung „-stedt“ im Ortsnamen lässt einen thüringischen Ursprung des Ortes vermuten. Demnach ist er bereits im 5. Jahrhundert gegründet worden. In einem zwischen 881 und 899 entstandenen Verzeichnis des Zehnten des Klosters Hersfeld wird Volkstedt als zehntpflichtiger Ort Vulchistedin im Friesenfeld erstmals urkundlich erwähnt. In der Spangenbergchronik werden „Die Herren von Volckstett“ als erstes Adelsgeschlecht genannt. 1390 wurde eine Kirche eingeweiht. Das Gebäude wurde 1830 durch die heutige Kirche St. Peter und Paul ersetzt, wobei Teile der älteren Bauten erhalten blieben. Rund um die Kirche stehen die Grabmale aus dem 17. und 18. Jahrhundert. 1780 gab es in Volkstedt fünf Rittergüter, drei Freigüter, drei adlige Schäfereien sowie eine Wasser- und eine Windmühle. 1906 begann man bei Volkstedt mit dem Abteufen des Wolfschachtes, um Kupferschiefer abzubauen. Der Schacht wurde 1909 in Betrieb genommen und ist einer der drei Großschachtanlagen der Mansfelder Mulde. 1949 wurde er in Fortschrittschacht umbenannt. 1967 wurde die Anlage außer Betrieb gesetzt. Der Schacht hatte eine Tiefe von ca. 600 m und beschäftigte bis zu 5.000 Menschen. In den Gebäuden begann 1968 die Produktion von Stahlrohrmöbeln. 1952 wurde die LPG Max Lademann gegründet, heute Agrargenossenschaft Volkstedt. 1942 wurde durch die Nationalsozialisten ein Lager für Zwangsarbeiter aus Osteuropa in Volkstedt errichtet. Auf diesem Gelände steht heute die Justizvollzugsanstalt.
Am 1. Januar 2004 wurde Volkstedt in die Lutherstadt Eisleben eingemeindet.

## Denkmäler
- Denkmal an der Linde von 1890
- Denkmal an der Kirche von 1913
- Denkmal auf dem Friedhof von 1934
- Naturdenkmal „Linde“

## Persönlichkeiten
- Johann Christoph Kühnau (1735–1805), geboren in Volkstedt, Kirchenmusiker und Komponist
- Carl Buttenstedt (1845–1910), geboren in Volkstedt, preußischer Bergsekretär und beschäftigte sich als Autodidakt mit Luftfahrttechnik, dem Vogelflug und Naturphilosophie. Berühmt wurde er auch für seine als skandalös empfundene „Glücks-Ehe“ (siehe Erotische Laktation).[5]
- Der Wolfschacht bei Volkstedt (1949 umbenannt in Fortschrittschacht I) wurde nach dem Justizrat Theodor Wolf aus Altenburg benannt, der Hauptaktionär der Mansfeldschen Kupferschiefer bauenden Gewerkschaft war.[6]